# Gustave Whitehead

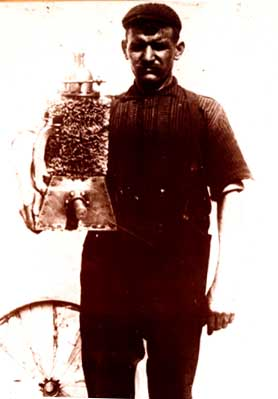
Gustave Whitehead sujetando un motor.

Gustave Whitehead (nacido Gustav Albin Weißkopf; Leutershausen, Baviera; 1 de enero de 1874-Bridgeport, Connecticut; 10 de octubre de 1927) fue un aviador alemán, uno de los pioneros de la aviación.

## Biografía
De origen humilde, comenzó su interés en el vuelo a los 13 años cuando experimentaba con un paracaídas de lino, pero al crecer realizó diversos trabajos para ganarse la vida. Posteriormente fue asistente de experimentos de Otto Lilienthal hasta 1891, cuando Whitehead viajó a Brasil para trabajar como marinero y en 1895, se estableció en Estados Unidos para trabajar en su proyecto de vuelo. En 1901, se trasladó definitivamente a Bridgeport (Connecticut) para trabajar como mecánico.
Aunque se inició con trabajos de Lilienthal, con el tiempo desarrolló diversos experimentos para lograr el vuelo de sus aviones prototipo. Sin embargo, algunos de sus éxitos no llegaron a ser registrados. Finalmente, el 14 de agosto de 1901, realizó su primer vuelo con el Nº 21 al introducirle un motor de propulsión. También construyó motores, algunos de ellos, de tipo aeronáutico.
Pero su triunfo le duró muy poco, pues no llegó a patentar el invento. Cuando el reconocimiento de los primeros vuelos recayó sobre los hermanos Orville y Wilbur Wright, intentó vanamentente demandarlos. Los hermanos Wright tuvieron en la época el decidido apoyo del Smithsonian Institution, depositario del primer avión de los hermanos Wright en haber volado y durante muchos años solo se hablaría del vuelo de los hermanos Wright. 
Whitehead falleció muy pobre en Bridgeport el 10 de octubre de 1927.

## Evidencias del primer vuelo
Su primer vuelo documentado tuvo lugar el 14 de agosto de 1901 en Connecticut cuando logró volar con su modelo número 21 en tres ocasiones. Así fue reportado por los periódicos Bridgeport Herald, New York Herald, y Boston Transcript. El más largo vuelo fue de 2,5 km a una altura de 60 m, mucho mejor marca que la alcanzada por los hermanos Wright dos años más tarde.
Antes de ello, algunos testigos confirman un vuelo de 1 km hacia el año 1899. En enero de 1902 logró volar 10 km sobre Long Island en el modelo número 22.
Tanto el modelo número 21 como el número 22 eran monoplazas, el primero impulsado con un motor de 20hp (15kW) y el segundo con un motor de 40hp (30kW). El motor aceleraba las ruedas delanteras para adquirir la velocidad de despegue y el piloto cambiaba la fuerza hacia las hélices. De esta forma se evitaba el mecanismo de catapulta necesario en el modelo de los hermanos Wright.
Los planos de los modelos de Whitehead han sido conservados y, en 1937, Stella Randolph recopiliaría su labor en Los vuelos perdidos de Gustave Whitehead. El reconocimiento a Whitehead solo vendría a partir de esa época.
En 1985, un grupo de aficionados de la aviación en EE. UU inició la construcción de una réplica del avión de Whitehead. El 29 de diciembre de 1986, Andrew Kosch realizó 20 vuelos alcanzando un máximo de 100 metros (330 pies) de distancia. El 18 de febrero de 1998, una réplica alemana logró volar 500 metros.